# Franciszka Nimfa von Gaschin-Rosenberg
Franciszka Nimfa von Gaschin-Rosenberg (Sumin-Sumińska von Gaschin, von Sumin-Sumińska Gaschin, von Gaschin, de Gaschin-Rosenberg) (Fanny Nymphe von Gaschin-Rosenberg  ur. 1817 w Toruniu, zm. 16 lipca 1879 w Krowiarkach) – polska pianistka, kompozytorka i filantropka. Siostra Michała Hieronima Leszczyc-Sumińskiego.

## Życiorys
Lekcje gry na fortepianie pobierała u Ferenca Liszta, Sigismunda Thalberga i Adolfa von Henselta. Komponowała utwory w stylu chopinowskim; zachowało się ich ok. 30, wydanych w większości w wydawnictwach niemieckich «Bothe & Bock», «Leuckart i Heinrichshofen». Były to mazurki (Mazurek A-durop. 10, Souvenir de Lazienki op. 19), polki (Les Silesiennes: Wanda op. 14 nr 1, Pamela op. 14 nr 2, Emilie op. 18, Steeple-Chase op. 21), walce (Schmetterlinge op. 23, Papelitos, op. 24), poematy (Charme brisé. Poème harmonique op. 9, Bourrasque musicale op. 11), marsze (Hohenzollernmarsch, op. 25) oraz cieszący się popularnością romans Ręverie. Romance sans paroles (1844).
Była żoną barona Amanda Leopolda von Gaschin von und zu Rosenberg (1815–1866), poślubiła go w 1836 roku. Ich rezydencją stał się Krawarz Polski (dzisiejsze Krowiarki). Mieli troje dzieci: Wandę Malwinę (1837–1908), Pamelę Ernestynę (1839–1913) i Mikołaja (Niclasa) Melchiora (1852-1877). Młodsza córka była upośledzona umysłowo, wysłana do zakładu w Obornikach Śląskich spędziła w nim całe życie. Mikołaj był królewskim pruskim podporucznikiem kirasjerów.
Działała charytatywnie jako protektorka dobrowolnej służby zdrowia Zakonu Krzyżackiego. W Kietrzu, wspierała organizację paramilitarną Militärverein Katscher.
Dama Orderu Krzyża Gwiaździstego (1865), od 21 lutego 1864 Dama Honorowa i Dewocyjna Zakonu Maltańskiego, od 1871 damą Zakonu Krzyżackiego (pod imionami Franciszka Romana). Odznaczona bawarskim Orderem Św. Teresy (1855).
Po śmierci syna popadła w depresję. Zmarła w wyniku choroby serca 16 lipca 1879 w Krowiarkach, pochowana w kościele parafialnym w Makowie; w 1888 trumnę przeniesiono do mauzoleum rodziny Gaschin przy pałacu w Krowiarkach.